# Ruta Provincial 8 (Misiones)
La Ruta Provincial 8 es una carretera argentina con jurisdicción en la Provincia de Misiones. Recorre aproximadamente 97 kilómetros dentro de los departamentos Libertador General San Martín, Cainguás y Veinticinco de Mayo. Tiene su inicio en las márgenes del río Paraná en el municipio de Puerto Leoni y culmina en la localidad de Alba Posse, pasando por San Francisco y Santa Rita. 

## Recorrido
La ruta tiene sentido general noroeste-sudeste y la mayor parte de su recorrido es de tierra. Tiene su inicio a orillas del río Paraná y atraviesa la localidad de Puerto Leoni, donde se cruza con la Ruta Nacional 12, para continuar hacia Campo Grande, donde se cruza con la Ruta Nacional 14. Dentro del municipio de Puerto Leoni, además se cruza con la Ruta Provincial 7. Antes de llegar a Campo Grande, atraviesa la localidad de Primero de Mayo. El tramo que va desde Campo Grande hacia 25 de Mayo se encuentra en proceso de pavimentación y a diciembre de 2015 el asfalto llegaba hasta el Paraje Fontana. Desde 25 de Mayo, la ruta continúa de manera asfaltada hacia la localidad de Alba Posse, pasando antes por [[San Francisco de Asís (Misiones)|San Francisco de Asís] [Santa Rita (Misiones) y culminando en la intersección con la Ruta Provincial 2 y la Ruta Provincial 103.

## Localidades
Las ciudades y pueblos por los que pasa esta ruta son las siguientes:
- Departamento Libertador General San Martín: Puerto Leoni
- Departamento Cainguás: Primero de Mayo, Campo Grande, Paraje Fontana
- Departamento Veinticinco de Mayo: 25 de Mayo, San Francisco de Asís, Santa Rita Alba Posse.